# 王殿贵
王殿贵（1957年—），山东邺县人，汉族，中华人民共和国政治人物、全国人民代表大会黑龙江地区代表。
毕业于东北师范大学经济管理专业，加入中国共产党。担任哈尔滨卷烟总厂厂长。2008年起担任全国人大代表。2013年，被选为全国人大代表。